# اچ‌ام‌اس سویفت‌سور (۱۶۷۳)
اچ‌ام‌اس سویفت‌سور (۱۶۷۳) (به انگلیسی: HMS Swiftsure (1673)) یک کشتی بود که طول آن ۱۲۳ فوت (۳۷ متر) بود.